# James M. Roe
James M. Roe (nascido em 1943) é um engenheiro e astrônomo amador americano creditado pela descoberta de 94 asteroides entre 1998 e 2002. Ele é o fundador e diretor executivo da Alliance for Astronomy, uma organização sem fins lucrativos formada em 2004, cujo objetivo declarado é "promover a conscientização pública, apreciação e educação em astronomia e ciências relacionadas". De 1995 a 2003, ele viveu e trabalhou em Oaxaca, México, onde ele fez a maior parte de suas observações de asteroides.
Ele foi nomeado Astrônomo Amador do Ano pela Região Mid-States da Astronomical League em 2006.